# Категории чайного листа

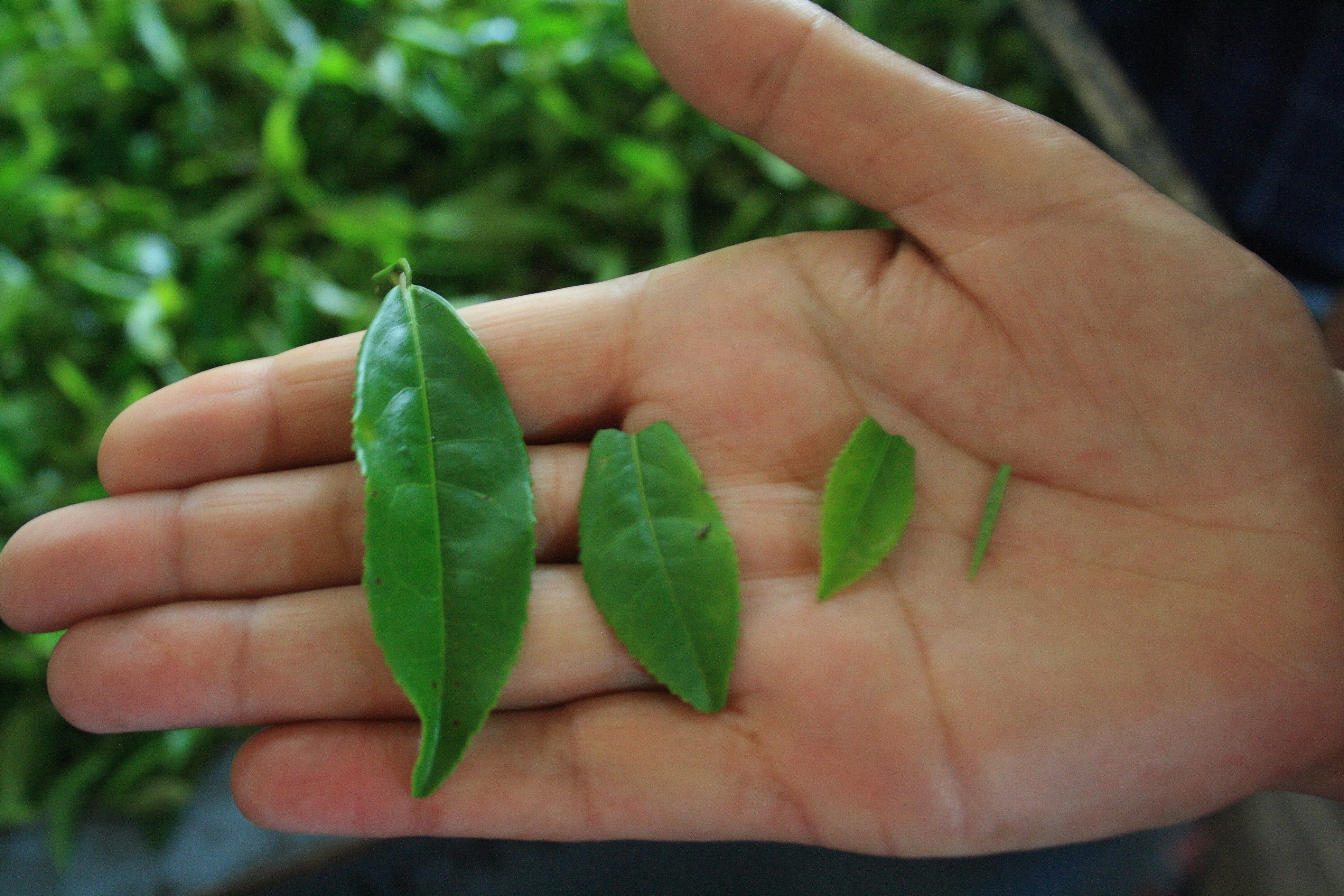
Чайные листы различного размера сразу после сбора. Маленькие листья ценнее, чем крупные.

Категории чайного листа — европейская классификация чая по величине, роду, способу механической обработки и типу чайного листа, используемая экспертами для маркировки чая. Обозначается английскими терминами или сокращениями по первым буквам слов. Не существует международных официальных стандартов на такую классификацию, ниже приводятся встречающиеся на чайных биржах категории. Следует учитывать, что в разных странах обозначения могут слегка отличаться.

## Терминология

### Orange Pekoe
Базовая степень качества — это Orange Pekoe (читается о́рандж пи́ко (ˌɒr.ɪndʒ ˈpiː.kəʊ), в русском языке часто ора́нж пеко́) или OP. Слово «orange» не имеет отношения ни к апельсинам, ни к оранжевому цвету. Это английская калька с названия династии принцев Оранских (нидерл. Prins van Oranje), наследственных штатгальтеров, а затем королей Нидерландов. Голландцы в XVI веке были крупнейшими поставщиками чая, а лучшие сорта чая шли ко двору штатгальтеров. Таким образом, «оранж» — «чай, поставляемый ко двору», «чай, достойный принца Оранского». Pekoe — чай из сильно скрученных листьев без нераскрывшихся почек.

### Параметры
Категория чая зависит от нескольких параметров:
- Размер листа — основной параметр, который определяется просевом через калибровочную сеть.
- Целостность листа — не менее важный параметр. Чай бывает цельнолистовой, ломаный (broken), высевки (fannings) и чайная пыль (dust).
- Соотношение нераскрывшихся почек или «типсов» (tips) и прилегающих листьев в смеси. Нераскрывшиеся почки являются наиболее ценным компонентом, далее идет первый молодой лист, далее — второй. Высшая категория может быть у чая только последнего сбора молодых побегов (flush).
- Время сбора. Обычно бывает два сбора в год, весенний (First Flush), который начинается в конце февраля и длится до конца апреля и летний (Second Flush), длится с начала мая до середины июня. Чай весеннего сбора имеет более тонкий аромат, терпкий вкус и светлый оттенок, а также содержит большее количество питательных веществ. Чай летнего сбора менее терпкий, имеет более плотный вкус и аромат и более насыщенный цвет[2].
Также существует осенний сбор (Autumn Flush), который проходит с октября по ноябрь. Чай этого сбора занимает промежуточную позицию по вкусу, цвету и аромату между весенним и летним сборами[3][4].

Характеристики чая указываются в его наименовании, например Nepal Sakhira Second Flush Tea SFTGFOP1 означает Непальский чай Сакхира, летний сбор, Special Finest Tippy Golden Flowery Orange Pekoe 1.

### OTD и CTC
- «OTD black tea» от англ. Orthodox — традиционный. Обозначает чёрный чай, произведенный с использованием традиционных методов обработки, включающих в себя сбор, ферментацию, сушку, просеивание и сортировку. Классические методы обработки чайного листа занимают гораздо больше времени чем производство гранулированного чая[6].
- «CTC black tea» от англ. crush, tear, curl — давить, рвать, скручивать — гранулированный чёрный чай.

## Цельнолистовой чёрный чай

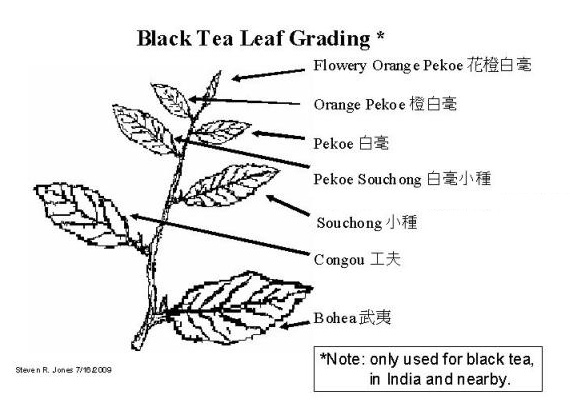
Градации чайного листа, используемые для производства чёрного чая в Индии и близлежащих странах.

Для цельнолистовых чёрных чаёв выделяют следующие категории качества (по возрастанию):
S (Souchong — Сушонг)Большие листья, скрученные по длине. Означает присутствие в чае третьего и четвёртого листа сверху. Это грубый низкокачественный чай (титестерская оценка 1,5-2 балла) с меньшим содержанием кофеина и большим содержанием дубильных веществ, чем P. Часто используются в копчёных чаях Лапсанг Сушонг.
PS (Pekoe Souchong — Пеко Сушонг)Чай с грубыми листьями с четвёртого и дальше от верхушки. Единственное исключение — если такие листья обработали особым образом для улунов.
P, PEK (Pekoe — Пеко)Чай с титестерской оценкой «Нижесреднего» (2,25-3 балла), листья без «типсов», скрученные и грубые. PEK1 — похож на PEK, но листья меньше по размеру.
FP (Flowery Pekoe — Флауэри Пеко)Чай сделан из цельного флеша — молодой и довольно плотный стебелёк ярко-зелёного оттенка с тремя-четырьмя, а иногда и с пятью листочками. Иногда листья скручены в шарики. Многие знаменитые сорта, такие как Тегуаньинь, Пуэры или тёмный улун Да хун пао производят именно из флешей.
OP (Orange Pekoe — Орандж Пеко)Чай с титестерской оценкой «Средний» (3,25-4 балла). Листья для этого чая собирают с кустов после того, как почки полностью раскрываются. Собирается первый (верхний) и второй листы. Готовый продукт состоит из крупных хорошо скрученных листьев (более чем в OPA). Этот сорт обычного чая, который не содержит типсы, собирается после того, как листовая почка раскроется в лист, имеет достаточно высокое содержание ароматических масел. Дает настой средней крепости с нежным вкусом и ароматом. Содержание кофеина меньше, чем в FOP и FBOP, поскольку используются более старые листья чайного куста. Он имеет выраженную горчинку во вкусе. Чем более взрослый лист, тем в нём больше танина и дубильных веществ, что делает вкус заваренного чая грубоватым и терпким.
OP1 (Orange Pekoe 1 — Орандж Пеко 1)
Более деликатный чем OP. Лист длинный с прожилками. Настой средней крепости.
OPA (Orange Pekoe «A» quality — Орандж Пеко A качества)
Длиннолистовой чай, более качественный чем OP с легкой скруткой.
OPS (Orange Pekoe Superrior — Орандж Пеко Супериор)В основном из Индонезии, похож на OP.
FOP (Flowery Orange Pekoe — Флауэри Орандж Пеко)Чай с титестерской оценкой «Вышесредний» (4,25-5 баллов) из нежных, только распустившихся листьев, крупный, хорошо скрученный, однородный, с типсами (не менее 5 %). Чай имеет более тонкий и нежный, чем OP цветочный вкус и аромат. Готовый сухой чай состоит из некрупных цельных скрученных листьев, содержание кофеина больше, чем в OP. Буква F может означать, что в этом чае имеются нераспустившиеся почки. Нижняя часть типсов покрыта светлым пушком, он остается светлым после ферментации.
GFOP (Golden Flowery Orange Pekoe — Голден Флауэри Орандж Пеко)Чай FOP высшего сорта из плантаций Кении Милима и Маринин, редко встречается в Ассаме и Дарджилинге, с большим количеством типсов (не менее 7 %).
TGFOP (Tippy Golden Flowery Orange Pekoe — Типпи Голден Флауэри Орандж Пеко)Плантационный чай GFOP с максимальным количеством «золотистых типсов», титестерская оценка «Высокий» (5,25-6 баллов). Основной сорт в Непале, Дарджилинге и Ассаме. Яркие представители — это чай Бокел, Динжан, Рунгагора, Джамира, Хатикули, Хармутти, Хаттиалли, Нахарджули, Дайсаджан и др.
TGFOP1 (Tippy Golden Flowery Orange Pekoe 1 — Типпи Голден Флауэри Орандж Пеко 1)Плантационный чай, для приготовления которого используются листья только самого высокого качества TGFOP. Яркие представители — это чай Мокалбари, Манкотта, Бехора, Панитола, Манкотта, Кюинг, Сатиспур, Мадхутинг, Маиджан и др.
FTGFOP (Finest Tippy Golden Flowery Orange Pekoe — Файнест Типпи Голден Флауэри Орандж Пеко)Плантационный чай превосходного высокого качества из Дарджилинга, Динаджпур, Ассама и Сиккими. Яркие представители — это чай Суджали, Гумти, Сингелл, Амгури, Гленберн, Меленг, Мангалам, Дуфлатинг, Хармутти, Халмари, Нахораби, Сикким Теми и др.
SFTGFOP (Special Finest Tippy Golden Flowery Orange Pekoe — Спешиал Файнест Типпи Голден Флауэри Орандж Пеко)Коллекционный чай с титестерской оценкой «Уникум» (более 6,25 баллов), для приготовления которого используются листья только самого высокого качества FTGFOP. Такую категорию заслуживает только самый элитный и редкий чёрный чай в мире. Встречается в Непале, Дарджилинге, Ассаме и Сиккими. Яркие представители — это чай Сакхира, Самал, Тонкая река, Намринг, Путтабонг, Ришехат Wiry, Мокалбари Ист, Золотой Дарджилинг, Гиддапахар Дарджилинг, Апельсиновая Долина, Фугури, Сатиспур, Серебряный Сикким, Ассам Диком и др.
Иногда для обозначения градаций эксперты добавляют в конце категории чая цифру «1» или «2», например: FTGFOP1 или S2.

## Ломаный чёрный чай
Аналогичные степени используются для классификации ломаных (broken) чаёв, то есть состоящих из кусочков отдельных листьев.
BPS (Broken Pekoe Souchong — Брокен Пеко Сушонг)
Высевки чая РS, но с более темным настоем.
BOP (Broken Orange Pekoe — Брокен Орандж Пеко)
Основной сорт средне листового чёрного чая из низин с титестерской оценкой «Средний» (3,25-4 балла), лист которого обрезают, а не скручивают целиком. В основном, обозначение используют в Шри-Ланке, Яве, Южной Индии и Китае. Мягкий солодовый вкус.
BOPA (Broken Orange Pekoe «A» quality — Брокен Орандж Пеко A качества)
Мелкий BOP с открытыми пластинами.
GBOP (Golden Broken Orange Pekoe — Голден Брокен Орандж Пеко)
Второсортный ломаный чай с небольшим количеством типсов.
FBOP (Finest Broken Orange Pekoe — Файнест Брокен Орандж Пеко)
Чай с листом меньше чем BOP, титестерская оценка «Вышесредний» (4,25-5 баллов) и небольшое количество типсов (не менее 5 %). Нежный солодовый привкус, который дает мягкую заварку, яркий аромат и карамельное послевкусие.
FBOPF — (Finest Broken Orange Pekoe Fannings)
Отличный BOP. Очень высокое содержание типсов. Основной производитель — Шри-Ланка.
TGBOP (Tippy Golden Broken Orange Pekoe — Типпи Голден Брокен Орандж Пеко)
Среднелистовой чай высокого качества из самых верхних листочков и типсов.
GFBOP (Golden Flowery Broken Orange Pekoe — Голден Флауэри Брокен Орандж Пеко)
Среднелистовой чай FBOP высшего сорта из плантаций Кении Милима и Маринин, редко встречается в Ассаме и Дарджилинге, с большим количеством типсов.
Этот сорт отличается низким содержанием танинов, поэтому его букет особенно мягок, напиток золотисто-медного цвета с пряным нежным вкусом и ровным ароматом. Подходит для утреннего чаепития, хорошо сочетается с небольшим количеством молока или сливок.
TGFBOP (Tippy Golden Flowery Broken Orange Pekoe — Типпи Голден Флауэри Брокен Орандж Пеко).
Один из лучших сортов ломаного чая, титестерская оценка «Высокий» (5,25-6 баллов). Часто — блендовый чай, например, основа из Дарджилинга с примесями из Ассама.
Иногда для обозначения градаций эксперты добавляют в конце категории чая цифру «1» или «2», для обозначения количества типсов — аббревиатуры Flowery Special, Extra Special, Fanning Special и др.

## Высевки чёрного чая
Высевки (fannings) представляют собой мелкие обломки чайных листьев и используются для приготовления «быстрого», очень крепкого чая с красивым цветом настоя и стабильным вкусом. Традиционно к ним относились как к отходам производственного процесса при изготовлении качественного листового чая.
BOF (Broken Orange Fannings — Брокен Орандж Фэннингс)
Высевки чая ВОР.
BPF (Broken Pekoe Fannings — Брокен Пеко Фэннингс)
Высевки чая BP.
BOPF (Broken Orange Pekoe Fannings — Брокен Орандж Пеко Фэннингс)
Основной сорт высевок из Шри-Ланки, Индонезии, Южной Индии, Африки, Бангладеш и Китая. Ординарные высевки, как правило, одного сорта чёрного чая. Листья меньше чем BOP, немного крупнее пыли, не содержит типсовых высевок.
BMF (Broken Mixed Fannings — Брокен Миксед Фэннингс)
Блендовый сорт. Мелкая высевка смесей низкокачественного чая PS и BPS (титестерская оценка 1,5-2 балла). Имеет чаинки нормального чёрного цвета, которые могут быть крупными, средними или мелкими. Настой более интенсивный, чем у мелкого чая.
PF (Pekoe Fannings — Пеко Фэннингс)
Высевки чая P.
FF (Flowery Fannings — Флауэри Фэннингс)
Цветочные высевки.
OF (Orange Fannings — Орандж Фэннингс)
Блендовый сорт чая. Смесь высевок из Индии с высевками из Африки или Южной Америки.
OPF (Orange Pekoe Fannings — Орандж Пеко Фэннингс)
Высевки чая OP с титестерской оценкой «Средний» (3,25-4 балла).
FOF (Flowery Orange Fannings — Флауэри Орандж Фэннингс)
Сорт индийских высевок из Ассама, Дуары и Бангладеш, с высевками типсовых сортов.
GFOF (Golden Flowery Orange Fannings — Голден Флауэри Орандж Фэннингс)
Качественные высевки из Дарджилинга, используются для высокосортного пакетированного чая.
GOF (Golden Orange Fannings — Голден Орандж Фэннингс)
Золотистые оранж-высевки.
TGOF (Tippy Golden Orange Fannings — Типпи Голден Орандж Фэннингс)
Оранж-высевки с добавлением типсов.
TGFOF (Tippy Golden Flowery Orange Fannings — Типпи Голден Флауэри Орандж Фэннингс)
Качественные цветочные высевки из Дарджилинга высшего сорта.

## Пыль чёрного чая
Чайная пыль (dust) — самые мелкие частицы чайного листа, которые образуются во время сухой сортировки чая. Используется для заварки крепкого низкокачественного чая (титестерская оценка 1,5-2 балла), фасуется, как правило, в бумажные пакетики.
BOPD (Broken Orange Pekoe Dust — Брокен Орандж Пеко Даст)
Чай наиболее мелкой фракции, использующийся для пакетиков разовой заварки.
PD (Pekoe Dust — Пеко Даст)
Пыль сорта чая P.
RD (Red Dust — Рэд Даст)
«Красная пыль».
SRD (Super Red Dust — Супер Рэд Даст)
Супер «Красная пыль».
FD (Fine Dust — Фаин Даст)
«Тонкая пыль».
SFD (Super Fine Dust — Супер Фаин Даст)
Супер «Тонкая пыль».
GD (Golden Dust — Голден Даст)
«Золотая пыль».
CTC (Crush, Tear, Curl)
Гранулированный чай.

## Дополнительные факты
- Шуточная расшифровка английской аббревиатуры «FTGFOP» (Finest Tippy Golden Flowery Orange Pekoe) — «Far Too Good For Ordinary People» (Слишком хорош для обычных людей)[7]